# Абхазов, Иван Николаевич
Князь Ива́н Никола́евич Абха́зов (Абхази, 1764—1832) — генерал-майор русской императорской армии, отличившийся во время Кавказской войны.

## Биография
Происходил из грузинского княжеского рода. В 1800 году вступил на русскую службу. По производстве в офицеры был адъютантом у генерала П. С. Котляревского. Во время Русско-персидской войны 1804—1813 годов особо отличился в сражении под Асландузом. За мужество и храбрость, проявленные во время этого сражения, Абхазов 13 января 1813 года был награждён орденом Св. Георгия 4-й степени (№ 1179 по списку Судравского, № 2546 по списку Григоровича — Степанова)
В воздаяние ревностной службы и отличия, оказанного в сражении 19 и 20 октября 1812 года при разбитии за Араксом персидских войск и взятии штурмом укрепления Асландуз, где при атаке неприятеля, командуя вторым каре, с отличною храбростию ударил в штыки и опрокинул онаго, при вторичном же нападении и взятии укрепления Асландуз, командуя баталионом, подавал собою пример храбрости, быв первым во всех опасных местах.
В декабре 1812 года, в чине майора, командовал одной из колонн при взятии штурмом крепости Ленкорань.
22 мая 1820 года в чине подполковника возглавил 44-й егерский полк. Произведённый в 1821 году в полковники, Абхазов был назначен командиром Грузинского гренадерского полка. При водворении владетелем Абхазии князя М. Г. Шервашидзе, Абхазов начальствовал особым отрядом, который нанёс поражение претенденту на Абхазское княжество Арслан-бею (Азелан-бей). Дойдя до Сухум-Кале, Абхазов разорением непокорных селений заставил сторонников Арслан-бея бежать в горы.
25 марта 1826 года был произведён в генерал-майоры. В 1827 году он был начальником штаба Отдельного Кавказского корпуса, а с февраля 1829 года военно-окружным начальником закавказских мусульманских провинций.
В конце июля 1830 года Абхазов за несколько дней усмирил восстание осетинских горцев-мусульман Тагаурского общества. По прибытии со своим отрядом во Владикавказ из крепости Грозной князь Абхазов вызвал к себе алдаров. Поскольку к тагаурцам примкнули алагирцы и куртатинцы, отряд Абхазова перекрыл вход в Куртатинское ущелье.
Войска Абхазова прошли по Тагаурскому, Кобанскому, Санибанскому, Куртатинскому ущельям, заняли штурмом аулы Геналдон, Кобань. Некоторые аулы были преданы огню, взорваны боевые башни осетинских владельцев. Семь осетинских старшин, во главе с алдаром Бесланом Шанаевым, были сосланы в Сибирь.
Умер 5 октября 1831 года от холеры по дороге в царство Польское, куда был вызван на службу князем И. Ф. Паскевичем-Эриванским. Фельдмаршал И. И. Дибич в своих письмах императору Николаю I характеризовал Абхазова как отличного офицера. Среди прочих наград князь Абхазов имел орден Св. Владимира 4-й степени с бантом.